# دادستان کل ایالات متحده آمریکا
دادستان کل ایالات متحده، رئیس وزارت دادگستری ایالات متحده است و وظیفه او امور قضایی بوده و مأمور ارشد اجرای قانون دولت ایالات متحده است. دادستان کل وکیل ارشد دولت ایالات متحده قلمداد می‌شود. دادستان کل به عنوان عضو کابینهٔ رئیس‌جمهور فعالیت می‌کند و تنها رئیس یک وزارتخانه دولتیست که عنوان وزیر بدو اطلاق نمی‌شود.
دادستان کل را رئیس‌جمهور ایالات متحده نامزد می‌کند و او این سمت را پس از تأیید سنای ایالات متحده بر عهده می‌گیرد. او به خواست رئیس‌جمهور فعالیت کرده و رئیس‌جمهور می‌تواند در هر زمان وی را بر کنار کند. دادستان کل می‌تواند مورد استیضاح مجلس نمایندگان و محاکمه در سنا به دلایل «خیانت، ارتشا و دیگر جرایم و سوء رفتارهای شدید» قرار بگیرد.

## فهرست دادستانهای کل
احزاب
      مستقل
      حزب فدرالیست (آمریکا)
      دموکرات-جمهوری‌خواه
      دموکرات
      ویگ
      جمهوری‌خواه
وضعیت
| No. | تصویر              | اسم                       | ایالت محل سکونت  | تاریخ انتصاب         | تاریخ کنار رفتن | رؤسای جمهور | رؤسای جمهور           |
| --- | ------------------ | ------------------------- | ---------------- | -------------------- | --------------- | ----------- | --------------------- |
| ۱   |                    | ادموند رندولف             | ویرجینیا         | ۲۶ سپتامبر ۱۷۸۹      | ۲۶ ژانویه ۱۷۹۴  |             | جرج واشینگتن          |
| ۲   |                    | William Bradford          | پنسیلوانیا       | ۲۷ ژانویه ۱۷۹۴       | ۲۳ اوت ۱۷۹۵     |             | جرج واشینگتن          |
| 3   |                    | Charles Lee               | ویرجینیا         | ۱۰ دسامبر ۱۷۹۵       | ۱۹ فوریه ۱۸۰۱   |             | جرج واشینگتن          |
| 3   | جان آدامز          | Charles Lee               | ویرجینیا         | ۱۰ دسامبر ۱۷۹۵       | ۱۹ فوریه ۱۸۰۱   |             |                       |
| 4   |                    | Levi Lincoln Sr.          | ماساچوست         | ۵ مارس ۱۸۰۱          | ۲ مارس ۱۸۰۵     |             | توماس جفرسون          |
| 5   |                    | جان برکینریج              | کنتاکی           | ۷ اوت ۱۸۰۵           | ۱۴ دسامبر ۱۸۰۶  |             | توماس جفرسون          |
| 6   |                    | سزار ای. رادنی            | دلاور (ایالت)    | ۲۰ ژانویه ۱۸۰۷       | ۱۰ دسامبر ۱۸۱۱  |             | توماس جفرسون          |
| 6   | جیمز مدیسون        | سزار ای. رادنی            | دلاور (ایالت)    | ۲۰ ژانویه ۱۸۰۷       | ۱۰ دسامبر ۱۸۱۱  |             |                       |
| 7   |                    | ویلیام پینکنی             | مریلند           | ۱۱ دسامبر ۱۸۱۱       | ۹ فوریه ۱۸۱۴    |             |                       |
| 8   |                    | Richard Rush              | پنسیلوانیا       | ۱۰ فوریه ۱۸۱۴        | ۱۲ نوامبر ۱۸۱۷  |             |                       |
| 9   |                    | William Wirt              | ویرجینیا         | ۱۳ نوامبر ۱۸۱۷       | ۴ مارس ۱۸۲۹     |             | جیمز مونرو            |
| 9   | جان کوئینسی آدامز  | William Wirt              | ویرجینیا         | ۱۳ نوامبر ۱۸۱۷       | ۴ مارس ۱۸۲۹     |             |                       |
| 10  |                    | جان ام. برین              | جورجیا           | ۹ مارس ۱۸۲۹          | ۱۹ ژوئیه ۱۸۳۱   |             | اندرو جکسون           |
| 11  |                    | Roger B. Taney            | مریلند           | ۲۰ ژوئیه ۱۸۳۱        | ۱۴ نوامبر ۱۸۳۳  |             | اندرو جکسون           |
| 12  |                    | Benjamin Franklin Butler  | ایالت نیویورک    | ۱۵ نوامبر ۱۸۳۳       | ۴ ژوئیه ۱۸۳۸    |             | اندرو جکسون           |
| 12  | مارتین ون بورن     | Benjamin Franklin Butler  | ایالت نیویورک    | ۱۵ نوامبر ۱۸۳۳       | ۴ ژوئیه ۱۸۳۸    |             |                       |
| 13  |                    | فلیکس گراندی              | تنسی             | ۵ ژوئیه ۱۸۳۸         | ۱۰ ژانویه ۱۸۴۰  |             |                       |
| 14  |                    | Henry D. Gilpin           | پنسیلوانیا       | ۱۱ ژانویه ۱۸۴۰       | ۴ مارس ۱۸۴۱     |             |                       |
| ۱۵  |                    | جان جی. کریتندن           | کنتاکی           | ۵ مارس ۱۸۴۱          | ۱۲ سپتامبر ۱۸۴۱ |             | ویلیام هنری هریسون    |
| ۱۵  | جان تایلر          | جان جی. کریتندن           | کنتاکی           | ۵ مارس ۱۸۴۱          | ۱۲ سپتامبر ۱۸۴۱ |             |                       |
| 16  |                    | Hugh Swinton Legaré       | کارولینای جنوبی  | ۱۳ سپتامبر ۱۸۴۱      | ۳۰ ژوئن ۱۸۴۳    |             |                       |
| ۱۷  |                    | جان نلسون (وکیل)          | مریلند           | ۱ ژوئیه ۱۸۴۳         | ۴ مارس ۱۸۴۵     |             |                       |
| 18  |                    | John Y. Mason             | ویرجینیا         | ۵ مارس ۱۸۴۵          | ۱۶ اکتبر ۱۸۴۶   |             | جیمز ناکس پولک        |
| 19  |                    | Nathan Clifford           | مین (ایالت)      | ۱۷ اکتبر ۱۸۴۶        | ۱۷ مارس ۱۸۴۸    |             | جیمز ناکس پولک        |
| 20  |                    | ایزاک توسی                | کنتیکت           | ۲۱ ژوئن ۱۸۴۸         | ۴ مارس ۱۸۴۹     |             | جیمز ناکس پولک        |
| ۲۱  |                    | روردی جانسون              | مریلند           | ۸ مارس ۱۸۴۹          | ۲۱ ژوئیه ۱۸۵۰   |             | زکری تیلور            |
| ۲۲  |                    | جان جی. کریتندن           | کنتاکی           | ۲۲ ژوئیه ۱۸۵۰        | ۴ مارس ۱۸۵۳     |             | میلارد فیلمور         |
| 23  |                    | Caleb Cushing             | ماساچوست         | ۷ مارس ۱۸۵۳          | ۴ مارس ۱۸۵۷     |             | فرانکلین پیرس         |
| 24  |                    | Jeremiah S. Black         | پنسیلوانیا       | ۶ مارس ۱۸۵۷          | ۱۶ دسامبر ۱۸۶۰  |             | جیمز بیوکنن           |
| 25  |                    | Edwin M. Stanton          | پنسیلوانیا       | ۲۰ دسامبر ۱۸۶۰       | ۴ مارس ۱۸۶۱     |             | جیمز بیوکنن           |
| 26  |                    | Edward Bates              | میزوری           | ۵ مارس ۱۸۶۱          | ۲۴ نوامبر ۱۸۶۴  |             | آبراهام لینکلن        |
| 27  |                    | James Speed               | کنتاکی           | ۲ دسامبر ۱۸۶۴        | ۲۲ ژوئیه ۱۸۶۶   |             | آبراهام لینکلن        |
| 27  | اندرو جانسون       | James Speed               | کنتاکی           | ۲ دسامبر ۱۸۶۴        | ۲۲ ژوئیه ۱۸۶۶   |             |                       |
| 28  |                    | Henry Stanbery            | اوهایو           | ۲۳ ژوئیه ۱۸۶۶        | ۱۶ ژوئیه ۱۸۶۸   |             |                       |
| 29  |                    | ویلیام ام. اورتس          | ایالت نیویورک    | ۱۷ ژوئیه ۱۸۶۸        | ۴ مارس ۱۸۶۹     |             |                       |
| 30  |                    | Ebenezer R. Hoar          | ماساچوست         | ۵ مارس ۱۸۶۹          | ۲۲ نوامبر ۱۸۷۰  |             | یولیسیز سایمن گرانت   |
| 31  |                    | Amos T. Akerman           | جورجیا           | ۲۳ نوامبر ۱۸۷۰       | ۱۳ دسامبر ۱۸۷۱  |             | یولیسیز سایمن گرانت   |
| 32  |                    | جورج هنری ویلیامز         | آرگن             | ۱۴ دسامبر ۱۸۷۱       | ۲۵ آوریل ۱۸۷۵   |             | یولیسیز سایمن گرانت   |
| 33  |                    | Edwards Pierrepont        | ایالت نیویورک    | ۲۶ آوریل ۱۸۷۵        | ۲۱ مه ۱۸۷۶      |             | یولیسیز سایمن گرانت   |
| 34  |                    | Alphonso Taft             | اوهایو           | ۲۲ مه ۱۸۷۶           | ۴ مارس ۱۸۷۷     |             | یولیسیز سایمن گرانت   |
| 35  |                    | Charles Devens            | ماساچوست         | ۱۲ مارس ۱۸۷۷         | ۴ مارس ۱۸۸۱     |             | رادرفورد بیرچارد هیز  |
| 36  |                    | Wayne MacVeagh            | پنسیلوانیا       | ۵ مارس ۱۸۸۱          | ۱۵ دسامبر ۱۸۸۱  |             | جیمز آبرام گارفیلد    |
| 36  | چستر آلن آرتور     | Wayne MacVeagh            | پنسیلوانیا       | ۵ مارس ۱۸۸۱          | ۱۵ دسامبر ۱۸۸۱  |             |                       |
| 37  |                    | Benjamin H. Brewster      | پنسیلوانیا       | ۱۶ دسامبر ۱۸۸۱       | ۴ مارس ۱۸۸۵     |             |                       |
| 38  |                    | آگوستوس اچ. گارلند        | آرکانزاس         | ۶ مارس ۱۸۸۵          | ۴ مارس ۱۸۸۹     |             | گروور کلیولند         |
| 39  |                    | William H. H. Miller      | ایندیانا         | ۷ مارس ۱۸۸۹          | ۴ مارس ۱۸۹۳     |             | بنجامین هریسون        |
| 40  |                    | Richard Olney             | ماساچوست         | ۶ مارس ۱۸۹۳          | ۷ آوریل ۱۸۹۵    |             | گروور کلیولند         |
| 41  |                    | Judson Harmon             | اوهایو           | ۸ آوریل ۱۸۹۵         | ۴ مارس ۱۸۹۷     |             | گروور کلیولند         |
| 42  |                    | Joseph McKenna            | کالیفرنیا        | ۵ مارس ۱۸۹۷          | ۲۵ ژانویه ۱۸۹۸  |             | ویلیام مک‌کینلی        |
| 43  |                    | John W. Griggs            | نیوجرسی          | ۲۵ ژانویه ۱۸۹۸       | ۲۹ مارس ۱۹۰۱    |             | ویلیام مک‌کینلی        |
| 44  |                    | فیلاندر چیس ناکس          | پنسیلوانیا       | ۵ آوریل ۱۹۰۱         | ۳۰ ژوئن ۱۹۰۴    |             | ویلیام مک‌کینلی        |
| 44  | تئودور روزولت      | فیلاندر چیس ناکس          | پنسیلوانیا       | ۵ آوریل ۱۹۰۱         | ۳۰ ژوئن ۱۹۰۴    |             |                       |
| 45  |                    | William H. Moody          | ماساچوست         | ۱ ژوئیه ۱۹۰۴         | ۱۷ دسامبر ۱۹۰۶  |             |                       |
| 46  |                    | Charles J. Bonaparte      | مریلند           | ۱۷ دسامبر ۱۹۰۶       | ۴ مارس ۱۹۰۹     |             |                       |
| 47  |                    | George W. Wickersham      | ایالت نیویورک    | ۴ مارس ۱۹۰۹          | ۴ مارس ۱۹۱۳     |             | ویلیام هووارد تفت     |
| 48  |                    | James C. McReynolds       | تنسی             | ۵ مارس ۱۹۱۳          | ۲۹ اوت ۱۹۱۴     |             | توماس وودرو ویلسون    |
| 49  |                    | Thomas Watt Gregory       | تگزاس            | ۲۹ اوت ۱۹۱۴          | ۴ مارس ۱۹۱۹     |             | توماس وودرو ویلسون    |
| 50  |                    | Alexander Mitchell Palmer | پنسیلوانیا       | ۵ مارس ۱۹۱۹          | ۴ مارس ۱۹۲۱     |             | توماس وودرو ویلسون    |
| 51  |                    | Harry M. Daugherty        | اوهایو           | ۴ مارس ۱۹۲۱          | ۶ آوریل ۱۹۲۴    |             | وارن جی. هاردینگ      |
| 51  | کالوین کولیج       | Harry M. Daugherty        | اوهایو           | ۴ مارس ۱۹۲۱          | ۶ آوریل ۱۹۲۴    |             |                       |
| 52  |                    | Harlan F. Stone           | ایالت نیویورک    | ۷ آوریل ۱۹۲۴         | ۱ مارس ۱۹۲۵     |             |                       |
| 53  |                    | John G. Sargent           | ورمانت           | ۷ مارس ۱۹۲۵          | ۴ مارس ۱۹۲۹     |             |                       |
| 54  |                    | William D. Mitchell       | مینه‌سوتا         | ۴ مارس ۱۹۲۹          | ۴ مارس ۱۹۳۳     |             | هربرت هوور            |
| 55  |                    | Homer Stille Cummings     | کنتیکت           | ۴ مارس ۱۹۳۳          | ۱ ژانویه ۱۹۳۹   |             | فرانکلین دلانو روزولت |
| 56  |                    | Frank Murphy              | میشیگان          | ۲ ژانویه ۱۹۳۹        | ۱۸ ژانویه ۱۹۴۰  |             | فرانکلین دلانو روزولت |
| 57  |                    | Robert H. Jackson         | ایالت نیویورک    | ۱۸ ژانویه ۱۹۴۰       | ۲۵ اوت ۱۹۴۱     |             | فرانکلین دلانو روزولت |
| 58  |                    | Francis Biddle            | پنسیلوانیا       | ۲۶ اوت ۱۹۴۱          | ۲۶ ژوئن ۱۹۴۵    |             | فرانکلین دلانو روزولت |
| 58  | هری ترومن          | Francis Biddle            | پنسیلوانیا       | ۲۶ اوت ۱۹۴۱          | ۲۶ ژوئن ۱۹۴۵    |             |                       |
| 59  |                    | Tom C. Clark              | تگزاس            | ۲۷ ژوئن ۱۹۴۵         | ۲۶ ژوئیه ۱۹۴۹   |             |                       |
| 60  |                    | جی. هاوارد مک‌گراث         | رود آیلند        | ۲۷ ژوئیه ۱۹۴۹        | ۳ آوریل ۱۹۵۲    |             |                       |
| 61  |                    | James P. McGranery        | پنسیلوانیا       | ۴ آوریل ۱۹۵۲         | ۲۰ ژانویه ۱۹۵۳  |             |                       |
| 62  |                    | Herbert Brownell Jr.      | ایالت نیویورک    | ۲۱ ژانویه ۱۹۵۳       | ۲۳ اکتبر ۱۹۵۷   |             | دوایت آیزنهاور        |
| 63  |                    | William P. Rogers         | مریلند           | ۲۳ اکتبر ۱۹۵۷        | ۲۰ ژانویه ۱۹۶۱  |             | دوایت آیزنهاور        |
| 64  |                    | رابرت اف. کندی            | ماساچوست         | ۲۰ ژانویه ۱۹۶۱       | ۳ سپتامبر ۱۹۶۴  |             | جان اف. کندی          |
| 64  | لیندون بی. جانسون  | رابرت اف. کندی            | ماساچوست         | ۲۰ ژانویه ۱۹۶۱       | ۳ سپتامبر ۱۹۶۴  |             |                       |
| 65  |                    | Nicholas Katzenbach       | ایلینوی          | September 4, 1964[1] | ۲۸ ژانویه ۱۹۶۵  |             |                       |
| 65  | ۲۸ ژانویه ۱۹۶۵     | Nicholas Katzenbach       | ایلینوی          | ۲۸ نوامبر ۱۹۶۶       |                 |             |                       |
| 66  |                    | Ramsey Clark              | تگزاس            | November 28, 1966[1] | ۱۰ مارس ۱۹۶۷    |             |                       |
| 66  | ۱۰ مارس ۱۹۶۷       | Ramsey Clark              | تگزاس            | ۲۰ ژانویه ۱۹۶۹       |                 |             |                       |
| 67  |                    | John N. Mitchell          | ایالت نیویورک    | ۲۰ ژانویه ۱۹۶۹       | ۱۵ فوریه ۱۹۷۲   |             | ریچارد نیکسون         |
| 68  |                    | Richard Kleindienst       | آریزونا          | ۱۵ فوریه ۱۹۷۲        | ۲۵ مه ۱۹۷۳      |             | ریچارد نیکسون         |
| 69  |                    | Elliot Richardson         | ماساچوست         | ۲۵ مه ۱۹۷۳           | ۲۰ اکتبر ۱۹۷۳   |             | ریچارد نیکسون         |
| –   |                    | رابرت بورک[3] کفیل        | پنسیلوانیا       | ۲۰ اکتبر ۱۹۷۳        | ۴ ژانویه ۱۹۷۴   |             | ریچارد نیکسون         |
| 70  |                    | ویلیام بی. سکسبی          | اوهایو           | ۴ ژانویه ۱۹۷۴        | ۱۴ ژانویه ۱۹۷۵  |             | ریچارد نیکسون         |
| 70  | جرالد فورد         | ویلیام بی. سکسبی          | اوهایو           | ۴ ژانویه ۱۹۷۴        | ۱۴ ژانویه ۱۹۷۵  |             |                       |
| 71  |                    | Edward H. Levi            | ایلینوی          | ۱۴ ژانویه ۱۹۷۵       | ۲۰ ژانویه ۱۹۷۷  |             |                       |
| –   |                    | Dick Thornburgh[2] کفیل   | پنسیلوانیا       | ۲۰ ژانویه ۱۹۷۷       | ۲۶ ژانویه ۱۹۷۷  |             | جیمی کارتر            |
| 72  |                    | Griffin Bell              | جورجیا           | ۲۶ ژانویه ۱۹۷۷       | ۱۶ اوت ۱۹۷۹     |             | جیمی کارتر            |
| 73  |                    | Benjamin Civiletti        | مریلند           | ۱۶ اوت ۱۹۷۹          | ۱۹ ژانویه ۱۹۸۱  |             | جیمی کارتر            |
| 74  |                    | William French Smith      | کالیفرنیا        | ۲۳ ژانویه ۱۹۸۱       | ۲۵ فوریه ۱۹۸۵   |             | رونالد ریگان          |
| 75  |                    | Edwin Meese               | کالیفرنیا        | ۲۵ فوریه ۱۹۸۵        | ۱۲ اوت ۱۹۸۸     |             | رونالد ریگان          |
| 76  |                    | Dick Thornburgh           | پنسیلوانیا       | ۱۲ اوت ۱۹۸۸          | ۱۵ اوت ۱۹۹۱     |             | رونالد ریگان          |
| 76  | جرج هربرت واکر بوش | Dick Thornburgh           | پنسیلوانیا       | ۱۲ اوت ۱۹۸۸          | ۱۵ اوت ۱۹۹۱     |             |                       |
| 77  |                    | ویلیام پی. بار            | ایالت نیویورک    | August 16, 1991[1]   | ۲۶ نوامبر ۱۹۹۱  |             |                       |
| 77  | ۲۶ نوامبر ۱۹۹۱     | ویلیام پی. بار            | ایالت نیویورک    | ۲۰ ژانویه ۱۹۹۳       |                 |             |                       |
| –   |                    | Stuart M. Gerson[4] کفیل  | واشینگتن، دی.سی. | ۲۰ ژانویه ۱۹۹۳       | ۱۲ مارس ۱۹۹۳    |             | بیل کلینتون           |
| 78  |                    | جنت رینو                  | فلوریدا          | ۱۲ مارس ۱۹۹۳         | ۲۰ ژانویه ۲۰۰۱  |             | بیل کلینتون           |
| –   |                    | اریک هولدر[2] کفیل        | واشینگتن، دی.سی. | ۲۰ ژانویه ۲۰۰۱       | ۲ فوریه ۲۰۰۱    |             | جرج دابلیو بوش        |
| 79  |                    | جان اشکرافت               | میزوری           | ۲ فوریه ۲۰۰۱         | ۳ فوریه ۲۰۰۵    |             | جرج دابلیو بوش        |
| 80  |                    | آلبرتو گونزالس            | تگزاس            | ۳ فوریه ۲۰۰۵         | ۱۷ سپتامبر ۲۰۰۷ |             | جرج دابلیو بوش        |
| –   |                    | Paul Clement[5] کفیل      | Washington, D.C. | ۱۷ سپتامبر ۲۰۰۷      | ۱۸ سپتامبر ۲۰۰۷ |             | جرج دابلیو بوش        |
| –   |                    | Peter Keisler[5] کفیل     | Washington, D.C. | ۱۸ سپتامبر ۲۰۰۷      | ۹ نوامبر ۲۰۰۷   |             | جرج دابلیو بوش        |
| 81  |                    | مایکل میوکاسی             | ایالت نیویورک    | ۹ نوامبر ۲۰۰۷        | ۲۰ ژانویه ۲۰۰۹  |             | جرج دابلیو بوش        |
| –   |                    | Mark Filip[6] کفیل        | ایلینوی          | ۲۰ ژانویه ۲۰۰۹       | ۳ فوریه ۲۰۰۹    |             | باراک اوباما          |
| 82  |                    | اریک هولدر                | واشینگتن، دی.سی. | ۳ فوریه ۲۰۰۹         | ۲۷ آوریل ۲۰۱۵   |             | باراک اوباما          |
| 83  |                    | لورتا لینچ                | ایالت نیویورک    | ۲۷ آوریل ۲۰۱۵        | ۲۰ ژانویه ۲۰۱۷  |             | باراک اوباما          |
| –   |                    | سالی ییتس کفیل            | جورجیا           | ۲۰ ژانویه ۲۰۱۷       | ۳۰ ژانویه ۲۰۱۷  |             | دونالد ترامپ          |
| –   |                    | دینا بنتی کفیل            | ویرجینیا         | ۳۰ ژانویه ۲۰۱۷       | ۹ فوریه ۲۰۱۷    |             | دونالد ترامپ          |
| 84  |                    | جف سشنز                   | آلاباما          | ۹ فوریه ۲۰۱۷         | ۷ نوامبر ۲۰۱۸   |             | دونالد ترامپ          |
| –   |                    | متیو ویتاکر               | آیووا            | ۷ نوامبر ۲۰۱۸        | ۱۴ فوریه ۲۰۱۹   |             | دونالد ترامپ          |
| 85  |                    | ویلیام بار                | ویرجینیا         | ۱۴ فوریه ۲۰۱۹        | ۲۳ دسامبر ۲۰۲۰  |             | دونالد ترامپ          |
| –   |                    | جفری آدام روزن            | ماساچوست         | ۲۴ دسامبر ۲۰۲۰       | ۲۰ ژانویه ۲۰۲۱  |             | دونالد ترامپ          |
| –   |                    | مونتی ویلکینسون           | واشینگتن         | ۲۰ ژانویه ۲۰۲۱       | ۱۱ مارس ۲۰۲۱    |             | جو بایدن              |
| 86  |                    | مریک گارلند               | مریلند           | ۱۱ مارس ۲۰۲۱         | ۲۰ ژانویه ۲۰۲۵  |             | جو بایدن              |
| –   |                    | جیمز مک هنری              | واشنگتن دی سی    | ۲۰ ژانویه ۲۰۲۵       | ۵ فوریه ۲۰۲۵    |             | دونالد ترامپ          |
| 87  |                    | پم باندی                  | فلوریدا          | ۵ فوریه ۲۰۲۵         | اکنون           |             | دونالد ترامپ          |